# 藤沢市立高谷小学校
藤沢市立高谷小学校（ふじさわしりつ たかやしょうがっこう）は、神奈川県藤沢市高谷にある公立小学校。

## 沿革
出典
- 1982年（昭和57年）4月2日 藤沢市内第32番目の小学校として開校、児童数710名
- 1982年（昭和57年）6月4日 開校記念日に制定
- 1983年（昭和58年）4月30日 プール新設
- 1986年（昭和61年）6月3日 校歌制定
- 1987年（昭和62年）12月15日 校舎屋上に測量基準点を設置
- 1989年（平成1年）3月28日 ランチルームを新設
- 1989年（平成1年）12月6日 普通教室を特別教室に改造
- 1994年（平成6年）8月31日 校庭改修工事完成
- 1995年（平成7年）3月20日 空調関係工事完成
- 1998年（平成10年）3月25日 防災備蓄用倉庫として、1教室を転用
- 1998年（平成10年）8月25日 体育館外壁塗装工事、音楽室防音扉工事
- 2002年（平成14年）1月10日 防災用井戸掘削工事
- 2005年（平成17年）8月30日 昇降口すべり止め工事完了
- 2011年（平成23年）4月5日 児童総数629名。

## 教育目標
出典
「地域・社会で生きる子を育つ〜つむぎ 育てる〜
めざす子ども像
- よく考える子
- 進んでする子
- おもいやりのある子
- 健康な子

## 学区
出典
- 柄沢257 - 717番地の一部
- 渡内番地・一丁目〜五丁目
- 小塚585 - 823番地の一部
- 高谷の一部
- 村岡東1丁目の一部・二丁目〜四丁目
- 弥勒寺498〜513番地の一部・二丁目、三丁目の一部
- 並木台一丁目〜二丁目
- 柄沢番地の一部

## 進学先
- 藤沢市立藤ヶ岡中学校
- 藤沢市立村岡中学校

## 著名な出身者
- 福森晃斗 - サッカー選手（北海道コンサドーレ札幌）[4]

## アクセス
- JR東日本東海道本線の藤沢駅より徒歩30分